# اریشتونیوس داردانیا
اریشتونیوس داردانیا (انگلیسی: Erichthonius of Dardania) پادشاه اسطوره ای داردانوس در اسطوره‌شناسی یونانی بود. او پسر داردانوس (پسر زئوس) و باته‌آ بود (در برخی افسانه‌های دیگر مادرش، اولیزون، دختر فینئوس است.